# Грушин Єгор Валерійович
Гру́шин Єго́р Вале́рійович (*2 квітня 1993, Одеса) — український неокласичний композитор та піаніст. Один з небагатьох представників неокласичного стилю в Україні.

## Біографія
Український композитор та піаніст Єгор Грушин народився 2 квітня 1993 року в Одесі. У 2001 році сім'я Єгора переїхала до Нової Каховки, де хлопець уже в 2008 році закінчив музичну школу з відзнакою.
У період з 2009 по 2010 рік музикант створив багато cover-треків на пісні його улюблених музикантів, серед яких: «Океан Ельзи», «Bon Jovi», «Queen», «Muse». Свої композиції автор розповсюджував через мережу інтернет, де він швидко здобув популярність. Наприклад, твір «Christmas Story» за два дні таким чином прослухало понад 50 тисяч користувачів.
У 2011 році, на запрошення Андрія Бочка, музикант переїхав до Львова. Тут він знайомиться із Яковом Матвійчуком — продюсером відомого фестивалю Захід, котрий допомагає композиторові влаштувати свій перший сольний концерт. Невдовзі, разом із Андрієм Бочком і Роксоланою Пахолків, музикант створює власний музичний колектив, котрий отримав назву «Illusions».
У період із січня по липень 2011 року Єгор влаштовує всеукраїнський тур під назвою «Emotions». І саме тоді у музиканта виникає ідея створення першої платівки.

### Альбом «Inside» (2012)
У квітні 2012 року Єгор Грушин випустив свій дебютний альбом «Inside». До альбому увійшло 12 композицій, які музикант писав упродовж 2011 року. Запис і зведення відбувалися в домашніх умовах з використанням непрофесійного обладнання, тож ця робота розповсюджувалась безкоштовно через мережу Інтернет.
Також, восени того ж року музика Єгора Грушина звучала на фестивалі «Молодість», у короткометражному фільмі «Хлопчик-вибір», створеного спільнотою «КийНет» на чолі з Андрієм Баланом. Фільм був представлений у рамках конкурсу IFF «Molodist'42» Shoot'n'PLAY-2012 Competition. Особливістю цієї роботи було те, що музика писалася «наосліп» — Єгор мав для ознайомлення лише сценарій. Потім, ця композиція увійшла до наступного альбому Єгора Грушина.
Головна композиція альбому, із однойменною назвою «Inside», також була використана у короткометражному фільмі «Finita la tragedia» (2013 р.). У цій картині Єгор з'являється у ролі камео: він грає власну композицію на фортепіано разом із Роксоланою Пахолків (віолончель).

### Альбом «Absolution» (2013)
1 лютого 2013 року вийшов другий сольний альбом Єгора Грушина «Absolution». Із приблизно 20 композицій, написаних у 2012 році, до альбому увійшли 12. Особливістю цього диску є те, що це був перший альбом Єгора, який повністю записувався на професійному студійному обладнанні.
|  | «В «Абсолюції» я відкрив себе, свою душу, за щось таким чином попросив пробачення, чи дав обіцянку. Після завершення роботи я відчув, що отримав той душевний спокій, до якого прагнув» – коментує власну роботу композитор на своєму сайті. |

|  | Головний «герой» альбому — фортепіано, функцією якого є здебільшого прелюдування, тобто перебирання арпеджій, їх, коли розібратися, досить традиційної послідовності, яку час від часу порушує новий, свіжий акорд. Акуратні експерименти з електронікою, вкраплення звучання камерного оркестру на доданок до розлогої фортепіанної партії — ось інструментальна палітра «Absolution», — пише у своїй рецензії мистецтвознавець Олена Чекан |

.
Відразу після випуску студійної роботи, Єгор Грушин дає тур Україною в підтримку альбому «Absolution». Під час туру композитор записує саундтрек до короткометражного фільму «Янголи помирають на світанку» режисера Ярослава Турківського.
У грудні 2013 року Єгор Грушин дає великий сферичний концерт у Києві: за допомогою проекторів на стелі будівлі відбувалась космічна візуалізація композицій піаніста. Концерт відбувся у залі «Atmasfera 360».
Одночасно, музикант починає співпрацю із гуртом «Фіолет». 4 березня 2014 року виходить новий диск «Вігвам» із Єгором Грушином як клавішником. Тоді ж, починається тур гурту для підтримки свого останнього альбому.
У жовтні 2013 року Єгор Грушин започаткував перший львівський фестиваль акустичної музики Lviv Acoustic Fest. У фестивалі взяло участь близько 20 гуртів. Особливістю Lviv Acoustic Fest стала можливість молодих виконавців виступити на одній сцені зі своїми кумирами.
|  | «Ідея створення фестивалю виникла у березні минулого року. Друзі, знайомі і колеги мене підтримали, і з червня ми розпочали підготовку. Абсолютно все, що ми планували на першому фестивалі, нам вдалося. Але ми знаємо, що можемо ще краще! Проект дав нам всім унікальний організаторський досвід» – коментує сам музикант. |

### Альбом «Dominicano» (2014)
Впродовж усієї зими 2014 року тривало написання і запис музики до його нового альбому. А уже в квітні 2014 відбувся реліз нової студійної роботи під назвою «Dominicano». Платівка складається з двох частин: перша частина — це своєрідна історія з п'яти композицій. А друга — це окремі треки, написані в різні періоди життя музиканта. Відразу із релізом «Dominicano» Єгор Грушин їде у першу частину українського туру для підтримки цього альбому.
На початку вересня 2014 року Єгор Грушин припинив співпрацю із гуртом «Фіолет», вирішивши зосередитись лише на сольній кар'єрі.
У жовтні 2014 року відбувся другий акустичний фестиваль Lviv Acoustic Fest. Офіційно у фестивалі взяла участь 21 команда, серед яких: Pianoбой, Vivienne Mort, Колос (Фіолет), Рэспубліка Паліна, Epolets, П&Д, BAHROMA, Плесо.
Наприкінці жовтня 2014 року музикант продовжив свій тур Україною, умовно розпочавши його другу частину. В рамках другої частини туру, Єгор провів шість концертів у шести містах поспіль. Також, під час цієї частини туру, було знято документальний фільм «Dominicano Backstage», що розповідав про закулісся останнього туру Єгора Грушина.

### Альбом«Once»(2016)
19 травня 2016 року Єгор Грушин оприлюднив трек-лист нового альбому, а реліз самої платівки «Once» відбувся 1 червня 2016 року. Його гідно оцінили як в Україні так і закордоном, зокрема вийшли рецензії на таких іншомовних ресурсах як: A Closer Listen: a home for instrumental and experimental music(англ.), Music Won't Save You(італ.), Echoes And Dust(англ.), Merchants of Air(англ.) та ін. Першим синглом вийшов фортепіанний трек "Ocean", що став частиною офіційної підбірки до Piano Day [Архівовано 4 січня 2017 у Wayback Machine.](англ.), який був заснованим німецьким піаністом  Нілсом Фрамом(англ.). В підтримку альбому восени був організований всеукраїнський тур під назвою «#oncetour». Єгор Грушин та струнний дует (Роксолана Пахолків та Анна Бура) відвідали з концертами 18 українських міст поспіль. 
Під час перебування в турі, Єгор Грушин отримав відзнаку за розвиток культури і потрапив в ТОП-100 найвпливовіших людей Львівщини за версією інформаційного агентства «Медіастар».

### Збірки фортепіанних творів
Через місяць після релізу «Once», а саме 8 липня 2016 року, відомий шведський лейбл “1631 Recordings” випустив збірку суто фортепіанних творів композитора під назвою "Solo Piano Works - Volume One".

### Музика до фільмів
Восени цього ж, 2016-го, Єгор вперше написав музику до повнометражного кіно. Це треки «Anne's Life» (Життя Анни) та «Alive» (Жива)  для українського фільму «Жива».

## Дискографія

### Студійні альбоми
- Inside (2012)
- Absolution (2013)
- Dominicano (2014)
- Once (2016)

### Сингли
- Carpathians (2017) [28]

### Невидані твори (2010—2012)
- Christmas Story
- Мелодія без назви
- Number 4
- At Sunset
- Глупый шепот
- Погляд
- Soul Waltz
- Illusion
- Мятежность
- 11.12.2010
- 12.12.2010
- Intro for Anxiety
- Anxiety

Деякі «Невидані» твори на last.fm

## Цитати

### Цитати з публічних виступів Єгора Грушина
(Питання журналіста: —Авторитет у музиці?)
|  | — Вакарчук. Він "обробив" свою музику так, як ювеліри обробляють діаманти. (2011 рік) |